# Nomós Rodópis
Nomós Rodópis var en prefektur i Grekland.   Den låg i regionen Östra Makedonien och Thrakien, i den nordöstra delen av landet, 400 km norr om huvudstaden Aten. Antalet invånare är 112 883. Arean är 2 543 kvadratkilometer.
Perfekturen ombildades 2011 till regiondelen Rodopi.

## Klimat
Klimatet i området är tempererat. Årsmedeltemperaturen i trakten är 15 °C. Den varmaste månaden är juli, då medeltemperaturen är 28 °C, och den kallaste är mars, med 10 °C. Genomsnittlig årsnederbörd är 1 002 millimeter. Den regnigaste månaden är januari, med i genomsnitt 154 mm nederbörd, och den torraste är augusti, med 28 mm nederbörd.